# Maurice (Erzdekan von Le Mans)
Maurice, Erzdekan von Le Mans († 26. September 1107 in London) war von 1078 bis 1085 Lordkanzler und Siegelbewahrer von England unter König Wilhelm I. sowie Bischof von London.